# جندل (الطفة)

تعديل مصدري - تعديل

جندل هي إحدى قرى عزلة المساحرة بمديرية الطفة التابعة لمحافظة البيضاء، بلغ تعداد سكانها 301 نسمة حسب تعداد اليمن لعام 2004.